# Kalervo Kummola
Temple de la renommée de l'IIHF : 2023
Temple de la renommée finlandais : 1996
Kalervo Juhani Kummola (né le 21 novembre 1945 à Raisio en Finlande) est une personnalité du hockey sur glace et football finlandais. Il a fait carrière dans la politique.
Il est vice-président de la Fédération internationale de hockey sur glace. Il a été un des fondateurs et actionnaire du Tampere United.